# Provinz Siena
Die Provinz Siena (italienisch Provincia di Siena) ist eine italienische Provinz der Region Toskana. Hauptstadt ist Siena. Sie hat 259.992 Einwohner (Stand 31. Dezember 2023) in 35 Gemeinden auf einer Fläche von 3.821 km².

## Geografie
Die Provinz grenzt im Norden an die Metropolitanstadt Florenz, im Nordosten an die Provinz Arezzo, im Osten an Umbrien (Provinz Perugia und Provinz Terni), im Süden an Latium (Provinz Viterbo) und die Provinz Grosseto und im Westen an die Provinz Pisa.

## Landschaften
In der Provinz Siena gibt es die sieben folgenden Landschaften:

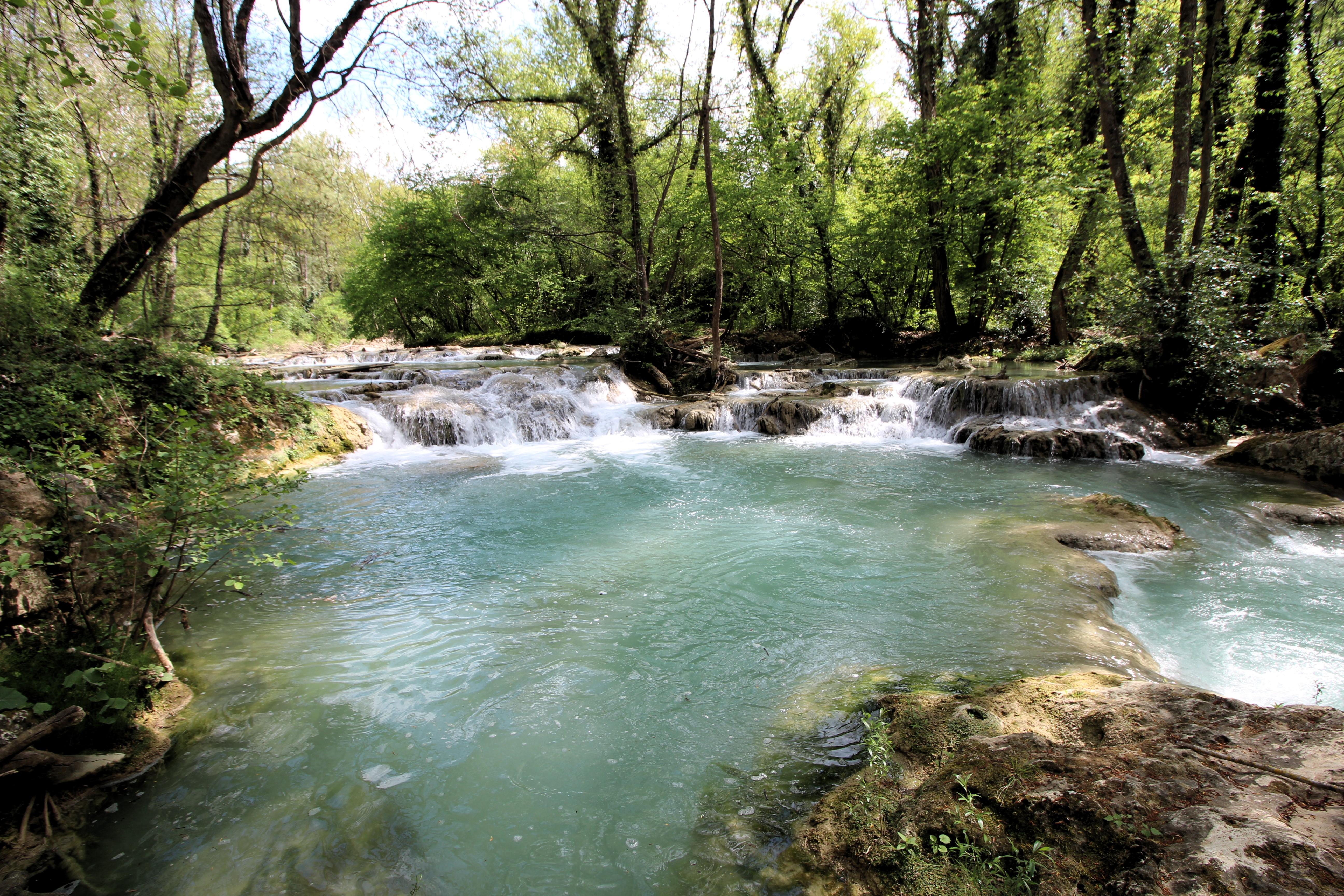
Im Parco Fluviale dell'Alta Val d’Elsa

- Amiata und Val d’Orcia
- Val d’Elsa
- Chianti senese
- Montagnola Senese und/mit Siena
- Val di Merse (Mersetal)
- Crete Senesi
- Val di Chiana senese

## Größte Gemeinden
(Einwohnerzahlen Stand 31. Dezember 2023)
| Gemeinde               | Einwohner |
| ---------------------- | --------- |
| Siena                  | 52.833    |
| Poggibonsi             | 28.205    |
| Colle di Val d’Elsa    | 21.486    |
| Montepulciano          | 13.173    |
| Sinalunga              | 12.029    |
| Sovicille              | 9885      |
| Monteriggioni          | 9934      |
| Castelnuovo Berardenga | 8940      |
| Monteroni d’Arbia      | 9039      |
| Chiusi                 | 8116      |
| San Gimignano          | 7476      |
| Torrita di Siena       | 6969      |
| Asciano                | 6801      |
| Chianciano Terme       | 6990      |

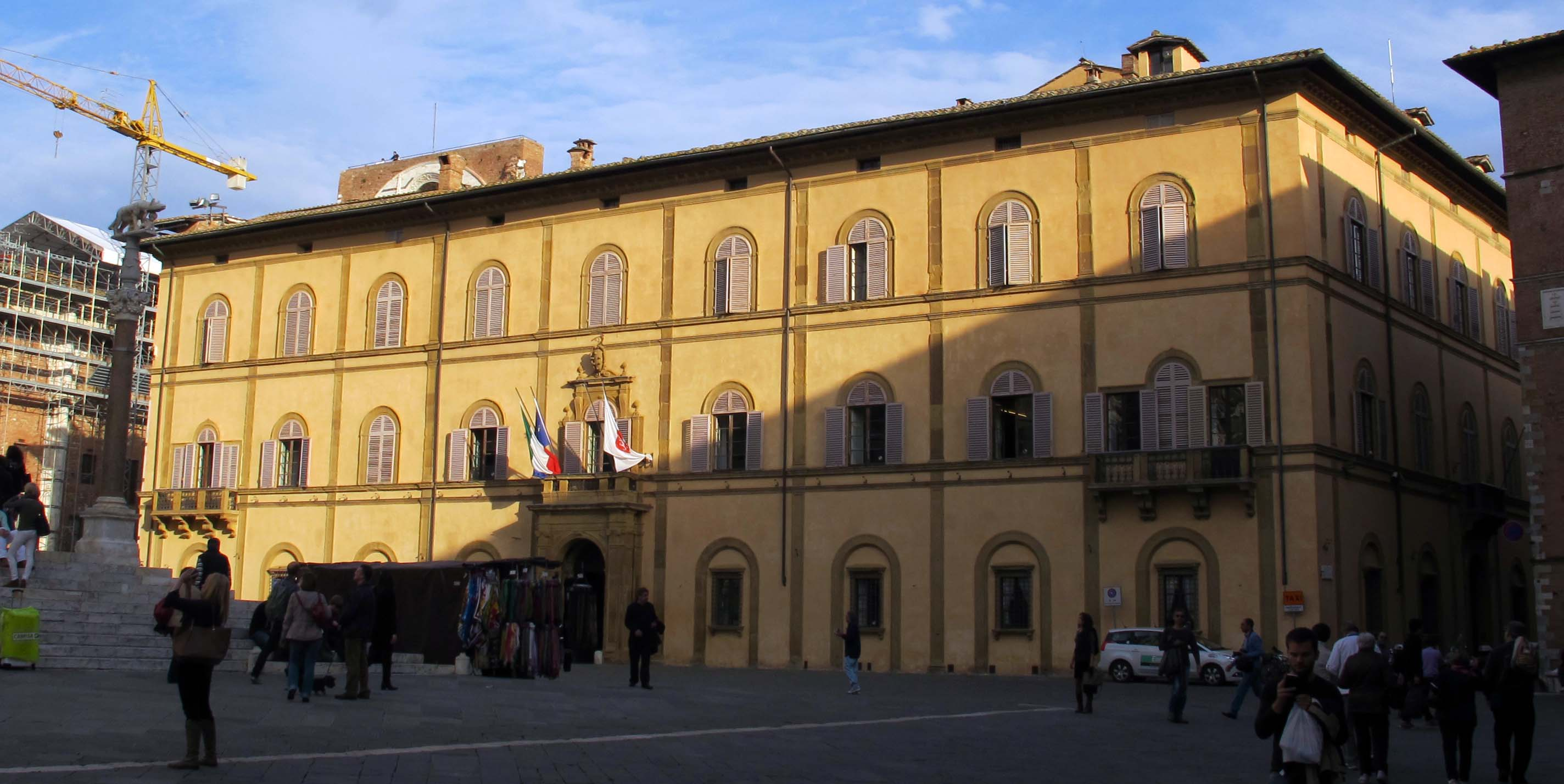
Siena, Palazzo Reale, Regierungssitz der Provinz

Die Liste der Gemeinden in der Toskana beinhaltet alle Gemeinden der Provinz mit Einwohnerzahlen.